# Pupa (バンド)
pupa（ピューパ）は、2007年に結成された日本のポップ・エレクトロニカバンド。

## 概要
2007年夏、高橋幸宏の呼びかけにより、メンバーが集結。バンド名の由来は高橋が愛するフライ・フィッシングの用語で蛹の意味。
衣装のコンセプトは「トラッド×ミリタリー」。高橋は全メンバーの衣装をデザイン。男性陣の衣装はファッション・ブランド「ソーイ」、原田知世の衣装はエドツワキが製作。

## メンバー
- 高橋幸宏
- 原田知世
- 高野寛
- 高田漣
- 堀江博久
- 権藤知彦

## ディスコグラフィ

### 配信限定
- floating pupa pre-remix e.p.（2008年6月25日）
- dreaming pupa pre-remix e.p.（2010年7月14日）

## ミュージック・ビデオ
| 監督         | 曲名                            |
| 伊瀬聖子     | 「Anywhere」                    |
| GROUNDRIDDIM | 「dreaming pupa〜夢見る僕ら〜」 |

## ライブ
- pupa Live '08 Preparation～Before Floating～ 
  - 2008.06.02　東京・LIQUIDROOM
- pupa Live Tour 2008 "floating 6 pupas"
  - 2008.11.21　大阪・大阪厚生年金会館・芸術ホール
  - 2008.11.28　福岡・Zepp Fukuoka
  - 2008.11.30　東京・渋谷C.C.Lemonホール
- pupa Live Tour 2010 "dreaming 6 pupas"
  - 2010.10.29　大阪・サンケイホールブリーゼ
  - 2010.11.03　東京・東京国際フォーラム・ホールC